# وانا اتپا
وانا اتپا (به لاتین: Vana-Otepää) یک روستا در استونی است که در دهستان اوتپا واقع شده‌است.

## خصوصیات
وانا اتپا ۱۶۳ نفر جمعیت دارد.